# Jaap Boll

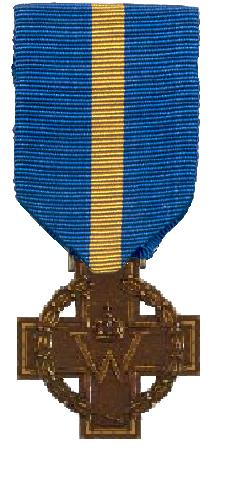
Kruis van Verdienste

Gerrit Jacobus (Jaap) Boll (Utrecht, 4 november 1920 – Ewijk, 15 december 2015) was een Nederlands verzetsstrijder tijdens de Tweede Wereldoorlog.

## Hembrug
Jaap Boll was lid van een verzetsgroep in Noord-Holland. In de nacht van 26 op 27 september 1944 redde hij de Hembrug over het Noordzeekanaal. Het was toen de grootste draaibrug van Europa.
Vier verzetsmannen waren bij het plan betrokken, twee zwemmers en Cees Standhardt en Siem van Nugteren, twee beschermers, die aan de kant zouden blijven, voorzien van stenguns. Het vertrekpunt was het huisje van de familie Prinsen, de pontwachter.

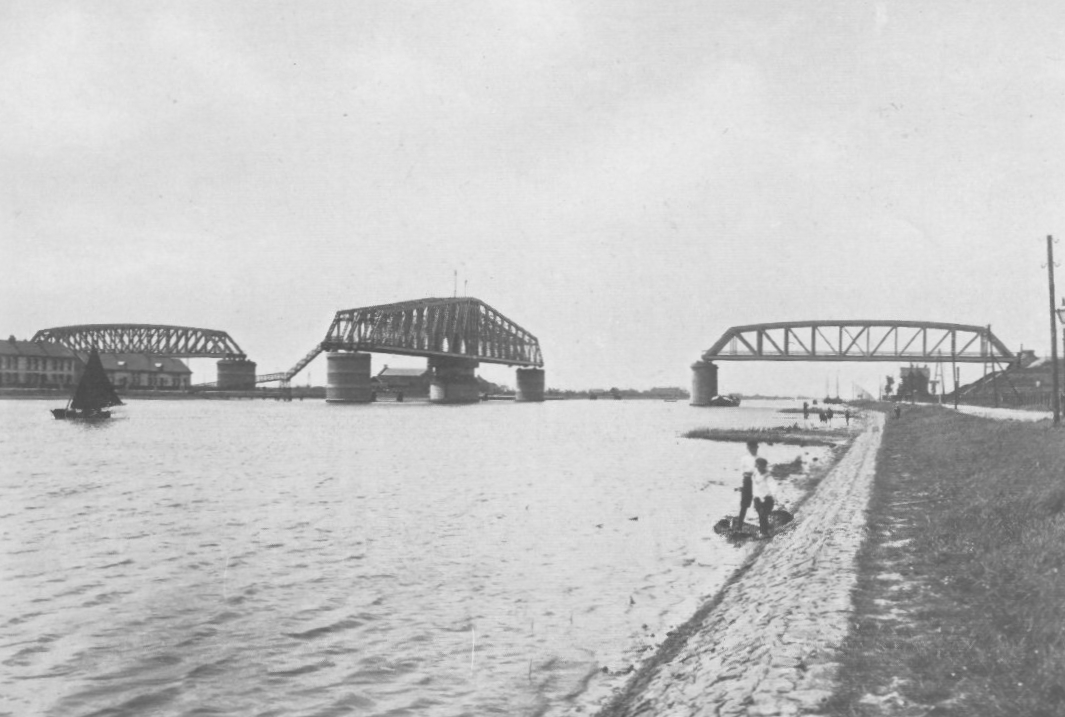
Hembrug, ± 1910

Samen met Remmert Aten, een medelid van de Zaanse zwemvereniging Neptunus, zwom Boll ongeveer 200 meter door het kanaal om de brug te bereiken, waar de Duitsers ruim 1200 kilo Donarit explosieven in de middenpijler hadden geplaatst. De Duitsers wilden de brug gedeeltelijk opendraaien en dan laten ontploffen zodat het kanaal onbevaarbaar werd. De nacht ervoor hadden J. van Heijningen en K. Klinkenberg al vergeefs een poging gewaagd.
Onder de wateroppervlakte konden ze de middenpijler in. In de pijler waren klimijzers om naar boven te klimmen en daar bevonden zich de explosieven. Zo konden ze de 400 dozen met ieder 3 kilo explosieven losmaken en tot zinken brengen. De actie duurde enkele uren en werd bemoeilijkt door surveillerende Duitsers en het kapotgaan van de zaklantaarn.
Na vier uren waren ze weer aan wal en konden ze in een warm bad bij de familie Prinsen.
Enige tijd later ontdekten de Duitsers, doordat er verpakkingsmateriaal boven kwam drijven, dat de explosieven verwijderd waren. Ze werden vervangen en rond de pijler werd prikkeldraad gespannen. De Duitsers hadden niet door dat de sabotage door zwemmers was verricht. Remmert Aten (1896-1984) is er toen weer naartoe gezwommen. Vier Duitsers van de patrouille werden gefusilleerd.

## Na de oorlog
Na de oorlog werd Boll hoofdrechercheur in dienst van de Politieke Opsporingsdienst (P.O.D.), en later van de Politieke Recherche Afdeling (P.R.A.).
Op 31 maart 1952 werd besloten Boll het Kruis van Verdienste toe te kennen. Het werd hem uitgereikt op 11 juni 1952 door de Consul J.H.G. Hanson, te Lagos (Nigeria). Hij is tevens drager van het Verzetsherdenkingskruis.
Hij overleed in 2015 op 95-jarige leeftijd.